# Broa de Avintes

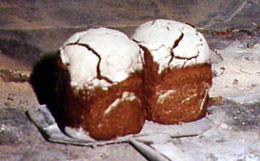
Broa de Avintes.

La broa de Avintes, también designada como boroa de Avintes (especialmente por los habitantes de Avintes, puerto de Vila Nova de Gaia - por esta razón también designada como la "terra da broa"), es uno de los dos tipos de pan (pão) con mayor tradición de la cocina portuguesa y que es bastante consumido en el Norte de Portugal. Es uno de los alimentos más apreciados por los portugueses, y probablemente el pan más conocido fuera de sus fronteras. 

## Características y producción
El broa de Avintes es un pan de color castaño oscuro de textura muy densa, con un sabor distinto e intenso, agridulce, elaborado con harina de maíz y centeno. Tiene un proceso de producción particularmente lento: se cuece cerca de cinco a seis horas en el horno. Tras esta fase se le espolvorea por su superficie harina, comercializándose con un formato peculiar de torre.

## Costumbres
Una de las fiestas típicas en las que se involucra este pan es "A Festa e a Confraria" durante todos estos años, y durante la última semana de agosto, la villa celebra, desde el año 1988, la fiesta de la broa. Se formó en este intervalo de tiempo una cofradía para proteger y denominar al producto oficialmente en Europa y poder de esta forma internacionalizarlo.